# Mr. Driller: Drill Land
Mr. Driller: Drill Land (ミスタードリラードリルランド, en version originale japonaise) est un jeu vidéo de réflexion développé et édité par Namco sorti en 2002 sur GameCube.

## Accueil
- Nintendo Life : 9/10[1]